# San Fernando (Californie)
Pour les articles homonymes, voir San Fernando.
San Fernando est une ville située dans le comté de Los Angeles, dans l'État de Californie, aux États-Unis. Au recensement de 2000 sa population était de 23 564 habitants. Elle est complètement encerclée par la ville de Los Angeles. Elle est nommée en l'honneur de Ferdinand III de Castille.

## Géographie
Selon le Bureau du recensement, elle a une superficie de 6,2 km2.

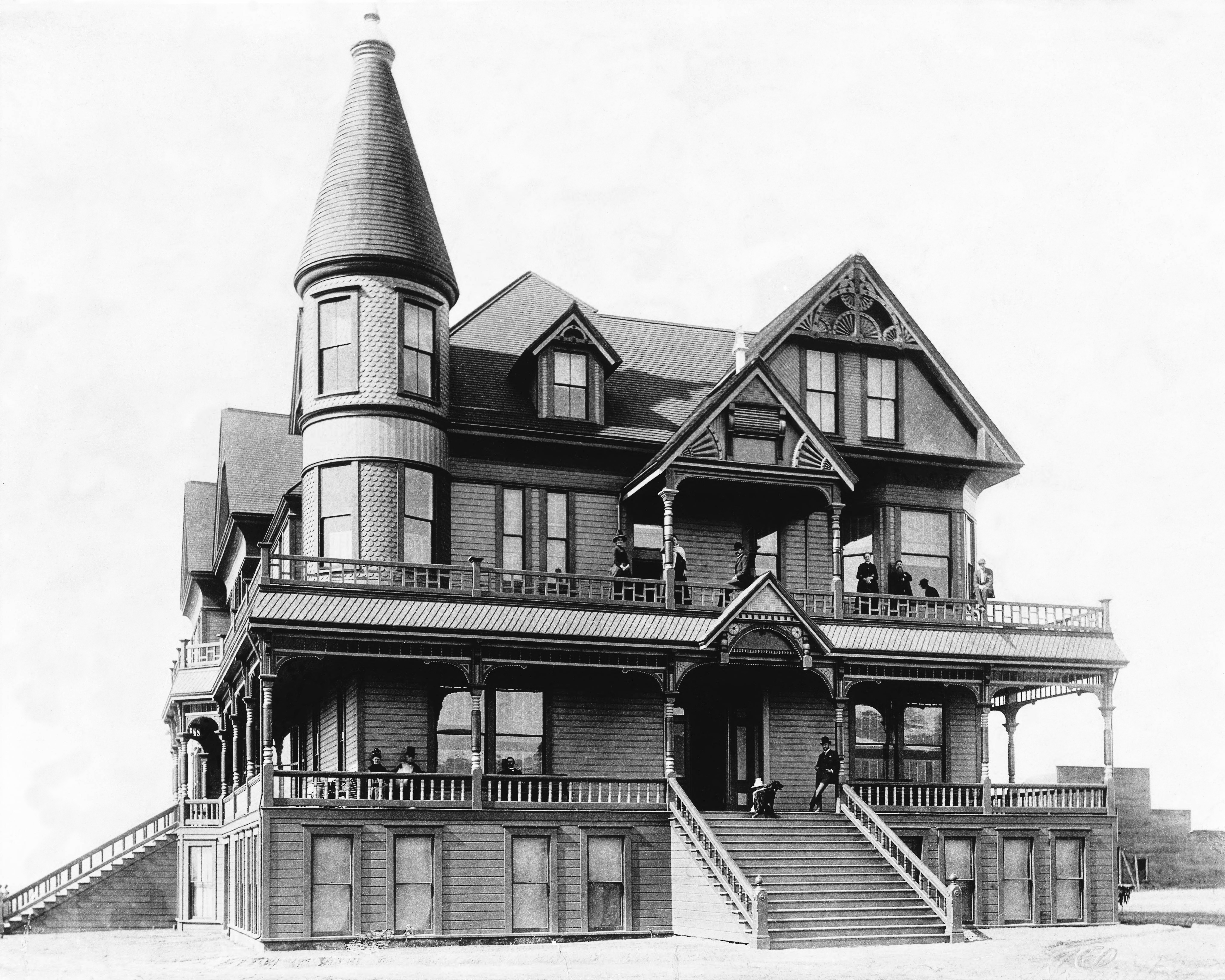
Mission Hotel à San Fernando, v. 1888

## Démographie
| Groupe            | San Fernando | Californie | États-Unis |
| ----------------- | ------------ | ---------- | ---------- |
| Blancs            | 51,0         | 57,6       | 72,4       |
| Autres            | 41,8         | 17,0       | 6,2        |
| Métis             | 3,7          | 4,9        | 2,9        |
| Amérindiens       | 1,3          | 1,0        | 0,9        |
| Asiatiques        | 1,1          | 13,1       | 4,8        |
| Afro-Américains   | 0,9          | 6,2        | 12,6       |
| Océaniens         | 0,1          | 0,4        | 0,2        |
| Total             | 100          | 100        | 100        |
|                   |              |            |            |
| Latino-Américains | 92,5         | 37,6       | 16,7       |

| 1920  | 1930  | 1940  | 1950   | 1960   | 1970   |
| ----- | ----- | ----- | ------ | ------ | ------ |
| 3 204 | 7 567 | 9 094 | 12 992 | 16 093 | 16 571 |

| 1980   | 1990   | 2000   | 2010   | - | - |
| ------ | ------ | ------ | ------ | - | - |
| 17 731 | 22 580 | 23 564 | 23 645 | - | - |

## Personnalités
Beaucoup de stars y résident comme les jumeaux Cole et Dylan Sprouse ou les jumelles Mary-Kate et Ashley Olsen.